# John W. Leonard

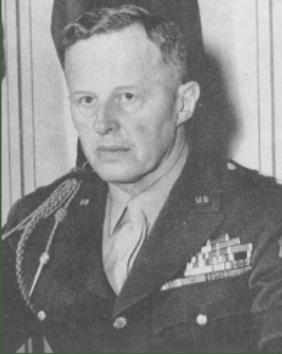
John W. Leonard

John William Leonard (* 25. Januar 1890 in Toledo, Ohio; † 26. Oktober 1974 in Fort Sam Houston, Texas) war ein Generalleutnant der United States Army, der zwischen 1915 und 1952 als Offizier dem Heer angehörte.
John Leonard war ein Sohn von Dennis W. Leonard (1864–1916) und dessen Frau Anastasia Leonhard (1863–1948). Nach seiner Schulzeit absolvierte er zwischen 1911 und 1915 die United States Military Academy in West Point. Seinem Jahrgang gehörten die späteren Fünf-Sterne-Generäle Omar N. Bradley und Dwight D. Eisenhower an. Eisenhower brachte es in den 1950er Jahren bis zum Präsidenten der Vereinigten Staaten.
Nach seinem 1915 erfolgten Abschluss an der Militärakademie wurde Leonard als Leutnant der Infanterie zugewiesen. In der Armee durchlief er anschließend alle Offiziersränge vom Leutnant bis zum Drei-Sterne-General. Er wurde zunächst an der Grenze zwischen den Vereinigten Staaten und Mexiko eingesetzt. Anschließend gehörte er während des Ersten Weltkriegs den American Expeditionary Forces an. Dabei war er Offizier im 6. Infanterie-Regiment und nahm unter anderem an der Schlacht von St. Mihiel sowie der Maas-Argonnen-Offensive teil. Leonard blieb noch bis 1921 in Europa, wo er den amerikanischen Besatzungstruppen in Deutschland angehörte.
In den 1920er und 1930er Jahren setzte er seine militärische Laufbahn an verschiedenen Standorten fort. So war er z. B. in den Jahren 1933 bis 1936 in China stationiert. Anschließend war er bis 1940 Ausbilder bei der Maryland National Guard. 1941 übernahm er das Kommando des 6. Infanterie-Regiments, das damals in Fort Knox in Kentucky ansässig war. Ab Juni 1942 bekleidete John Leonard den Rang eines Brigadegenerals.
Während des Zweiten Weltkriegs kommandierte Leonard zwischen Oktober 1942 und Oktober 1945 als Nachfolger von Geoffrey Keyes die 9. Panzer-Division. Diese zuvor in Fort Riley in Kansas stationierte Einheit erreichte Großbritannien im September 1944 und nahm von hier aus am Kriegsgeschehen teil. Sie landete Ende September 1944 in der Normandie und hatte am 23. Oktober 1944 ihre erste Feindberührung in einem Sektor entlang der Grenze zwischen Luxemburg und Deutschland. Die Einheit war auch an der Abwehr der deutschen Ardennenoffensive beteiligt. In der Folge drang die 9. Panzer-Division zusammen mit anderen US-Einheiten weit nach Deutschland ein und erreichte unter anderem Frankfurt am Main und Leipzig. John Leonard, der seit Oktober 1942 den Rang eines Generalmajors bekleidete, behielt das Kommando über die 9. Panzer-Division bis Oktober 1945.
Nach dem Krieg war John Leonard in den Jahren 1945 und 1946 Kommandeur der 20. Panzer-Division. Danach übernahm er vom 24. März bis Oktober 1946 die 2. Panzer-Division von seinem Vorgänger John M. Devine. Dann leitete er für einige Zeit die United States Army Armor School. Anschließend war er von 1948 bis 1950 Militärattaché in Großbritannien. Im Jahr 1950 wurde er zum Generalleutnant befördert. Zwischen dem 1. September 1950 und dem 18. Juni 1951 kommandierte er als Nachfolger von John R. Hodge das V. Corps. Sein letztes Kommando hatte er im Jahr 1952 mit dem Oberbefehl über das XVIII. US-Luftlandekorps. Anschließend ging er in den Ruhestand.
Der seit 1918 mit Eileen O’Brien (1891–1990) verheiratete John Leonard starb am 26. Oktober 1974 in Fort Sam Houston und wurde auf dem Nationalfriedhof Arlington beigesetzt.

## Orden und Auszeichnungen
John Leonard erhielt im Lauf seiner militärischen Laufbahn unter anderem folgende Auszeichnungen:
- Distinguished Service Cross
- Army Distinguished Service Medal
- Silver Star
- Legion of Merit
- Bronze Star Medal
- Purple Heart
- Mexican Border Service Medal
- World War I Victory Medal
- Army of Occupation of Germany Medal
- American Defense Service Medal
- American Campaign Medal
- European-African-Middle Eastern Campaign Medal
- World War II Victory Medal
- Army of Occupation Medal
- National Defense Service Medal
- Orden der Ehrenlegion (Französisch)
- Croix de guerre 1914–1918 (Französisch)
- Kriegskreuz (Belgisch)